# Камунська троянда

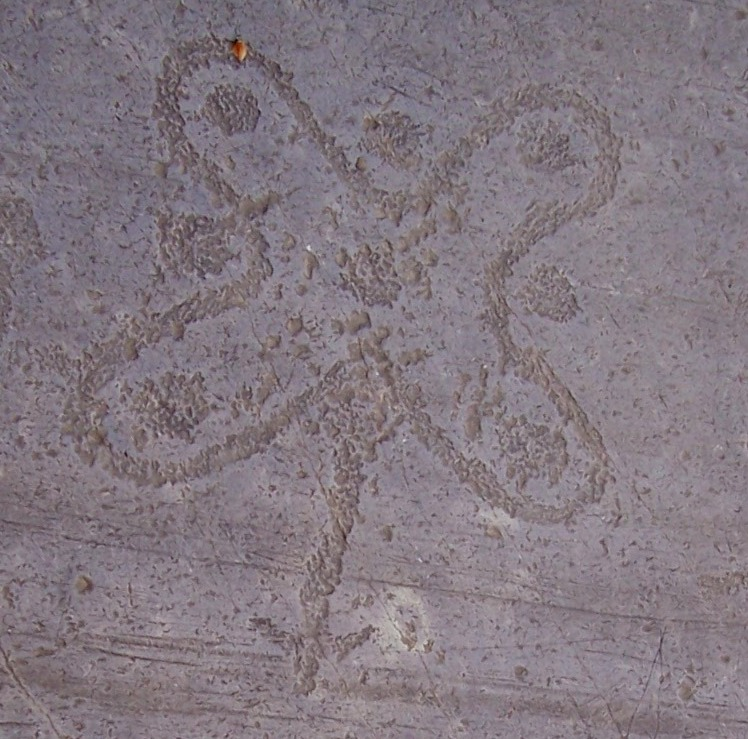
Камунська троянда

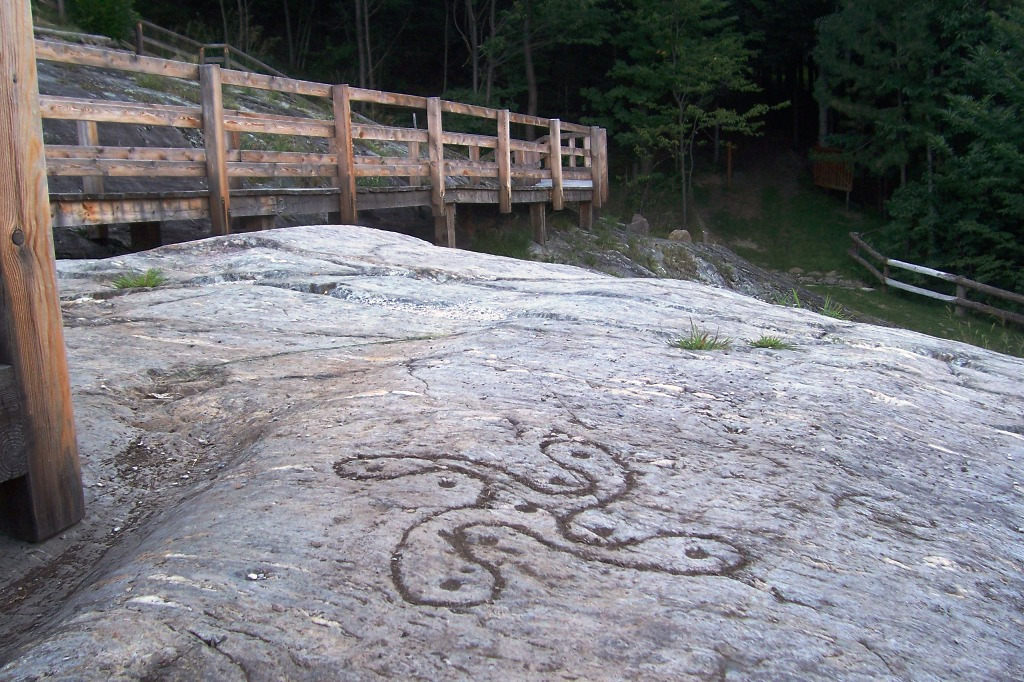
" Камунська троянда як свастика

Камунська троянда (італ. Rosa camuna) — один з відомих петрогліфів Валь-Камоніки, що бере початок із залізної доби, коли в долині Камоніка жили камуни. Є замкнутою меандричною лінією, що звивається між дев'ятьма точками (італ. copelle).
Серед приблизно 300 тисяч петрогліфів Валь-Камоніки камунская троянда зустрічається 92 рази, переважно у трьох формах: фігури з чотирьох пелюсток, свастики й асиметричної свастики. Можливо, іконографія символу еволюціонувала з часом.

Прапор Ломбардії

Існує багато припущень щодо значення камунської троянди. Італійський археолог Еммануель Анаті вважає, що вона могла символізувати складну релігійну концепцію і, можливо, була сонячним символом. Найдавніші зображення камунської троянди відносяться до бронзової доби (1200 рр. до н. е.) в районі сучасних сіл Паспардо, Селлеро, Дарфо-Боаріо-Термі і Надро.
«Камунська троянда» — це сучасна назва, яку цей символ отримав через подібність до квітки. Невідомо, як він називався у давні часи.
Стилізована камунська троянда стала символом Ломбардії й зображена на прапорі регіону. Стилізацію зробив графік Піно Товалья (Pino Tovaglia) 1974 року. 1996 року в Ломбардії було засновано щорічну премію «Камунська троянда», яка вручається жінкам, що зробили великий внесок у соціальне, економічне й культурне життя регіону[джерело?].

### Ресурси Інтернету
- Вікісховище має мультимедійні дані за темою: Камунська троянда
- Marchi, Elena (1997). The sun images in the Rock Art of Valcamonica and Valtellina, TRACCE Online Rock Art Bulletin 9, September 1997. Архів оригіналу за 14 липня 2017. Процитовано 26 листопада 2014.
- Farina, Paola (1997). The "Camunnian Rose", Valcamonica Rock Art, TRACCE Online Rock Art Bulletin 7, May 1997. Архів оригіналу за 24 вересня 2015. Процитовано 26 листопада 2014.